# Апостроф (інтернет-видання)
«Апостроф»— українське суспільно-політичне інтернет-видання було запущене 11 серпня 2014 року за участі журналістів, які раніше працювали у виданні «Коммерсантъ-Україна».
Видання є частиною медійного холдингу, до якого входить телеканал «Апостроф TV» та мережа YouTube-каналів.
Публікує новини, аналітичні матеріали, інтерв’ю та колонки на теми внутрішньої політики, міжнародних відносин, економіки та безпеки. Матеріали виходять українською, англійською та російською мовами. 

## Вміст
Тематика і формат:
«Апостроф» висвітлює:
- щоденні новини;
- аналітичні публікації;
- інтерв’ю з експертами;
- теми міжнародної політики, безпеки, оборони;
- авторські відеопроєкти та блоги

Аудиторія та охоплення:
Станом на травень 2025 року, згідно з даними платформи SimilarWeb, сайт apostrophe.ua мав приблизно 5,6 мільйона відвідувань на місяць. Більшість трафіку припадає на Україну (близько 79 %). 
Позиціонування:
На офіційній сторінці видання зазначено, що «Апостроф» дотримується принципів збалансованості, точності та неупередженості у висвітленні новин. У редакційній політиці вказано, що пріоритет надається суспільно значущим темам.  

## Редакція
- Станом на 01.06.2025 року головним редактором видання є Денис Глушко.